# Valeriană
Valeriana (Valeriana officinalis) este o specie de plante erbacee perene din familia Valerianaceae. Mai este denumită și odolean, năvalnic, gușa-porumbelului sau iarba-pisicii.
Tulpina crește până la o înălțime de 70-170 cm. Florile sunt roșii-liliachii până la albe, grupate într-o inflorescență umbeliformă. Înflorește în perioada iunie-august.
Principalele substanțe active sunt: ulei volatil, acid izovalerianic și acid valerianic, alcaloizi (catinină, alfa-metil-pirilcetonă, valerianonă). Preparatele din rizom (ceai, tinctură, extract uscat), administrate intern și extern (băi), sunt indicate în stări de agitație, tulburări ale somnului și aritmii cardiace de natură nervoasă.